# سیارک ۱۵۹۵۰
سیارک ۱۵۹۵۰ (به انگلیسی: 15950 Dallago، نامگذاری:1998BA2) پانزده هزار و نهصد و پنجاهمین سیارک کشف شده‌است که در ۱۷ ژانویه ۱۹۹۸ کشف شد.
قدر مطلق سیارک برابر ۱۴٫۳۰ است.